# Malaštica
Malaštica är ett berg i Bosnien och Hercegovina, på gränsen till Kroatien. Det ligger i den södra delen av landet, 140 km söder om huvudstaden Sarajevo. Toppen på Malaštica är 625 meter över havet, eller 180 meter över den omgivande terrängen. Bredden vid basen är 4,0 km.
Terrängen runt Malaštica är huvudsakligen kuperad, men åt sydväst är den platt. Havet är nära Malaštica åt sydväst.Närmaste större samhälle är Trebinje, 13,8 km nordost om Malaštica. 
Runt Malaštica är det glesbefolkat, med 12 invånare per kvadratkilometer.